# Tivolikerk
De Tivolikerk was een kerkgebouw aan de Heezerweg 466 in de buurt Tivoli in het Eindhovense stadsdeel Stratum.
De Tivolikerk was een houten kerkgebouw dat in 1948 werd gebouwd als hervormde kerk. Als zodanig heeft dit kerkje dienstgedaan tot 1983. In 1984 werd het in gebruik genomen door de Evangelische Gemeente "De Lichtstad", behorend tot de Volle Evangelie Gemeenten Nederland, die in 2005 verhuisde naar een nieuw kerkgebouw, "De Fontein" genaamd, aan Wegedoornlaan 29. Het houten kerkje werd gesloopt. Het Verschueren-orgel was al verplaatst naar de Sint-Petrus' Stoel van Antiochiëkerk in Uden.
Opmerking: Ook de nabijgelegen Sint-Jozefkerk staat wel bekend als Tivolikerk.